# Aller Johansson
Aller Johansson, född 18 mars 1927, död 7 juni 2004, var en svensk teaterdirektör och producent.
Aller Johansson var inblandad i många stora framgångar på Stockholms privatteatrar. Tillsammans med Lill Lindfors, Magnus Härenstam och Brasse Brännström bildade han produktionsbolaget Limabrall som drev Maximteatern vid Karlaplan i Stockholm 1978–1988. Under åren med Limabrall producerade han succéer som Sugar, Skål, Arsenik och gamla spetsar och Omaka par m.fl.
Han fortsatte sedan att driva Maxim tillsammans med Brasse Brännström och Lars Amble under namnet Maximteatern AB. Johansson samarbetade även med Peter Flack i Örebro.